# Barakani (Mohéli)
Pour les articles homonymes, voir Barakani.
Barakani est un village de l'Union des Comores, situé sur l'île de Mohéli. En 2010, sa population est estimée à 1 260 habitants.